# Ariane Hingst
Ariane Hingst (Berlim, na antiga Berlim Ocidental, 25 de julho de 1979) é uma futebolista alemã. Foi medalhista olímpica pela seleção de seu país.

## Carreira
Hingst integrou o elenco da Seleção Alemã de Futebol Feminino, nas Olimpíadas de 2000, 2004 e 2008. 